# SN 2000et
SN 2000et – supernowa typu Ia odkryta 17 listopada 2000 roku w galaktyce A082115+0109. W momencie odkrycia miała maksymalną jasność 19,40m.